# Distrikt Uchuraccay
Der Distrikt Uchuraccay liegt in der Provinz Huanta in der Region Ayacucho in Südzentral-Peru. Der Distrikt wurde am 10. Juli 2014 aus Teilen des Distrikts Huanta gebildet. Er besitzt eine Fläche von 256 km². Beim Zensus 2017 wurden 3861 Einwohner gezählt. Sitz der Distriktverwaltung ist die 3908 m hoch gelegene Ortschaft Huaynacancha mit 198 Einwohnern (Stand 2017). Huaynacancha liegt 22 km nordöstlich der Provinzhauptstadt Huanta.

## Geographische Lage
Der Distrikt Uchuraccay liegt im Andenhochland im Südosten der Provinz Huanta. Der Río Piene, ein Nebenfluss des Río Apurímac, entwässert den nördlichen Teil des Distrikts nach Nordosten. Der Río Torobamba, ein Nebenfluss des Río Pampas, entwässert den südlichen Distriktteil nach Südosten.
Der Distrikt Uchuraccay grenzt im Südwesten an den Distrikt Huanta, im Westen an den Distrikt Chaca, im Nordwesten an den Distrikt Santillana, im Norden an den Distrikt Sivia, im Osten an den Distrikt Ayna (Provinz La Mar) sowie im Süden an den Distrikt Tambo (ebenfalls in der Provinz La Mar).

## Ortschaften
Neben dem Hauptort gibt es folgende größere Ortschaften im Distrikt:
- Carhuahuran
- Cato Pata (255 Einwohner)
- Ccano (281 Einwohner)
- Huaychao
- Iquicha
- Pampalca
- Uchuraccay (312 Einwohner)